# 中华清风藤
中华清风藤（学名：Sabia japonica var. sinensis）为清风藤科清风藤属下的一个变种。